# ワロップス島
ワロップス島（ワロップスとう、英語: Wallops Island）はアメリカ合衆国東海岸のバージニア州の東部海岸に横たわる6平方マイル (16 km2) の島。アメリカ合衆国東海岸に横たわるバリアー諸島の一部。
バージニア州アコマック郡に位置しており、この島のすぐ南に旅行者に人気のシンコティーグ島が存在する。現在のワロップス島島内の人口は434人である。

## 歴史
ワロップス島はもともとケゴタンク島として知られていたが1692年4月29日に英国国王によってジョン・ワロップスに与えられ、名前が変わった。バージニア・コモンウェルズが未納分の税金の代わりとして財産権を差し押さえるまで、所有権は年毎の分割払いだった。1877年からは所有権は再び分割され、ワロップス島クラブの様々な受託者に所有されるまで1889年までさらに細分化された。このクラブは1933年にワロップス島連合会社として合同で引き受けた。連合の会員とその家族は夏の釣りや水泳などで過ごすために島を使った。また、1940年代中ごろまでは羊、山羊、ポニーなどを放牧していた。
1945年の7月には観測ロケットの打ち上げ施設が建設され始め、1947年に、アメリカ海軍は航空兵器のテストのために島の3分の2以上をリース、レンタルして使い始めた。NASAの前身である全米航空諮問委員会はロケット打ち上げ施設のために少なくとも1,000エーカー (4.0 km2)の土地をリースした。
この名前は住所としては島の周辺の地域も言及している。この島は近年ワロップス飛行施設に使われており、その南端には中部大西洋地域宇宙基地があり、ミノタウロスの打ち上げなどが行われているほか、ISSに対する物資輸送契約を結んでいる民間企業オービタル・サイエンシズ社も利用を行っている。

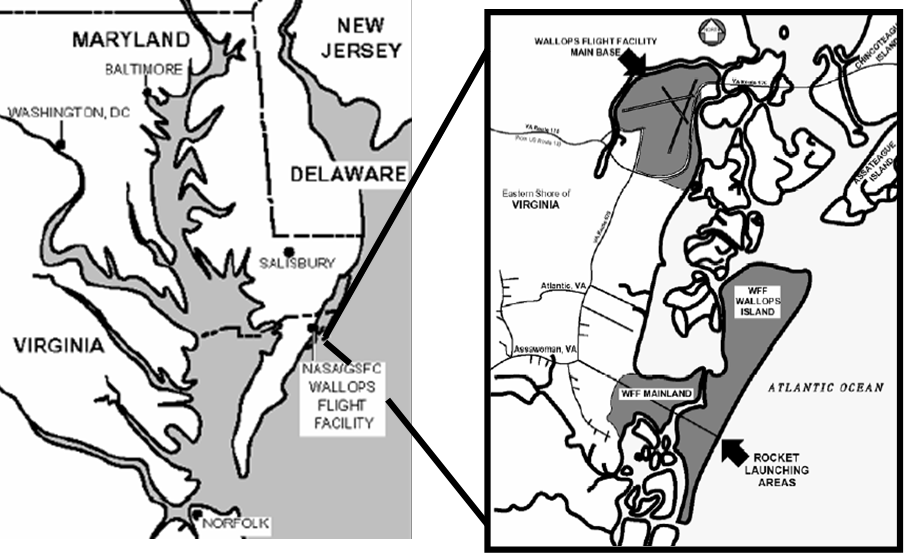
ワロップス島の位置。
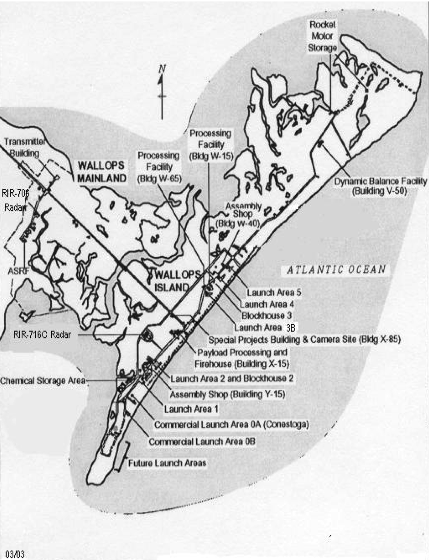
ワロップス島の拡大図。各射点が書かれている。